# William Theopilus Jones

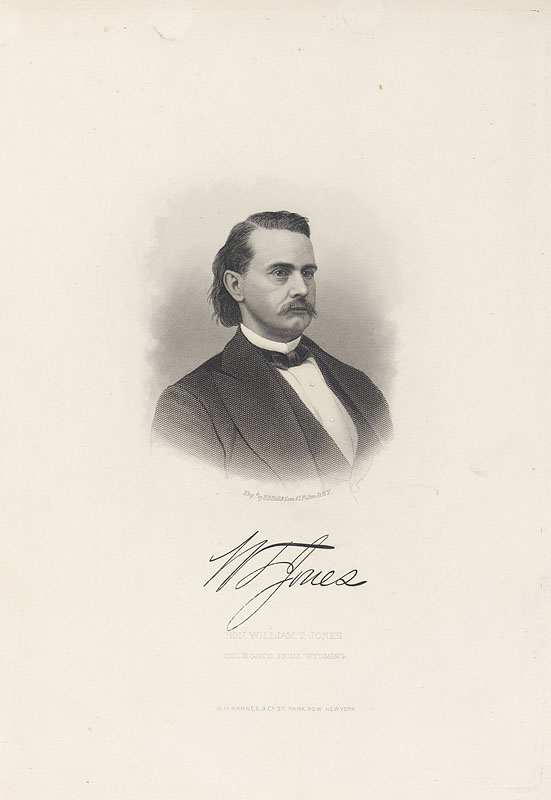
William Theopilus Jones

William Theopilus Jones (* 20. Februar 1842 in Corydon, Harrison County, Indiana; † 9. Oktober 1882 ebenda) war ein US-amerikanischer Politiker. Zwischen 1871 und 1873 vertrat er das Wyoming-Territorium als Delegierter im US-Repräsentantenhaus.

## Frühe Jahre
Nach seiner Schulzeit studierte William Jones Jura und nach seiner Zulassung als Rechtsanwalt begann er im Jahr 1865 in seinem Heimatort Corydon in seinem neuen Beruf zu arbeiten. Bereits zuvor hatte er als Soldat der Union am Bürgerkrieg teilgenommen. Bei Kriegsende hatte er den Rang eines Majors erreicht.

## Politische Laufbahn
William Jones war Mitglied der Republikanischen Partei. Im Jahr 1869 wurde er als Richter an den Obersten Gerichtshof des Wyoming-Territoriums berufen. Dazu zog er nach Cheyenne. Bei den Kongresswahlen des Jahres 1870 konnte er sich gegen den bisherigen Kongressdelegierten Stephen Friel Nuckolls durchsetzen und in das Repräsentantenhaus in Washington einziehen. Dort vertrat er zwischen dem 4. März 1871 und dem 3. März 1873 die Interessen seines Territoriums. Bei den folgenden Kongresswahlen des Jahres 1872 unterlag er gegen William Randolph Steele, den Kandidaten der Demokratischen Partei.

## Weiterer Lebenslauf
Nach dem Ende seiner Dienstzeit in der Bundeshauptstadt zog sich William Jones aus der Politik zurück. Er kehrte nach Corydon zurück und arbeitete dort als Rechtsanwalt. Dort ist er im Jahr 1882 im Alter von 40 Jahren verstorben.